# Rampage: President Down
Rampage: President Down é um filme de 2016 dirigido por Uwe Boll. O lançamento conclui a trilogia continuada em Rampage: Capital Punishment (2014) e iniciada em Rampage (2009). É o último filme de Uwe antes de sua aposentadoria em 2016.

## Elenco
- Brendan Fletcher como Bill Williamson
- Steve Barron como agente do FBI James Molokai
- Ryan McDonell como agente do FBI Vicente Jones
- Scott Patey como agente do FBI Murray
- Crystal Lowe como Crystal
- Loretta Walsh como repórter da WK7 News
- Zain Meghji como repórter da WK7 News
- Bruce Blain como mendigo
- Anthony Rogers como agente do FBI